# Letieres Leite
Letieres dos Santos Leite (Salvador, 8 de dezembro de 1959 – Salvador, 27 de outubro de 2021) foi um músico, educador, compositor e arranjador brasileiro. Ao longo de trinta anos de carreira, começou pela flauta, passando para o sax tenor e o sax soprano. Isso desde os seus dezenove anos, quando descobriu sua real vocação para instrumentos de sopro, aprendendo de forma autodidata.

## Biografia
Letieres, como é conhecido, é um dos oito filhos de dona Maria do Carmo dos Santos Leite e seu Antônio Letieres Leite. O garoto "sem nome" (já que o pai batizou-o apenas com os sobrenomes) cresceu na capital baiana e desde cedo enveredou pelo campo das artes. Começou aos treze anos nas artes plásticas, mais especificamente com  pintura e gravura. Chegou a fazer uma exposição coletiva na Biblioteca Central em Salvador.
Em 1977 foi aprovado no vestibular de Artes Plásticas da Universidade Federal da Bahia (UFBA), que frequentou por três anos. Ao mesmo tempo, deu início aos estudos de música como autodidata, e, em seguida, passou a cursar matérias eletivas de música na UFBA. 
Já como músico profissional em Salvador, começou trabalhando com artistas locais como: Saul Barbosa, Gerônimo, Andréa Daltro, Cozinha Baiana, Jazz Carmo Quinteto, entre outros. 
Em 1981, muda-se para o sul do país (Santa Catarina e Rio Grande do Sul), onde fundou alguns conjuntos - Banda de Nêutrons, Espírito da Coisa, Abelha Rainha - e tocou com  diversos artistas, como Nei Lisboa, Renato Borghetti, Antônio  Villeroy, Elton Saldanha, além de escrever arranjos para a Orquestra Sinfônica de Porto Alegre (OSPA), na época do Festival Nacional da Canção, em 1984. 
Fixou residência  na Áustria a partir de 1985 e logo no ano seguinte ingressou no Franz Schubert Konservatorium, em Viena. A partir de então, apresentou-se com músicos renomados, em vários festivais na Europa e também no Brasil. Dividiu palco com Gil Goldstein, em 1990, com Herbie Kopf e a banda Hip-Noses (1990-1991), com Paulo Moura (Festival de Montreux  Zurich Jazz Festival, em 1992),  Alfredo de La Fé (Itália, França), Nico Assumpção (Jazz no MAM), Raul de Souza (Mistura Fina, Rio de Janeiro, 1995, com Hip Noses), Márcio Montarroyos (2005), Hermeto Pascoal (Festival de Música Instrumental da Bahia, 2006), e com os grupos Tamanduá, na Suíça, Brazilian Love Affair e Mato-Grosso, Quinteto Glenn Fischer Áustria, Gilberto Gil (PercPan, Panorama Percussivo Mundial). Participou também de várias gravações com  artistas como  Elba Ramalho, Lulu Santos, Timbalada, Hip-Noses, Come To  Brazil (Freddy Hubard), Daniela Mercury e Ivete Sangalo.
Retornou ao Brasil em 1994, passando a trabalhar com inúmeros artistas em shows e gravações. Em Salvador, lecionou no curso de extensão em saxofone da Faculdade de Música da Universidade Federal da Bahia, entre 1998 e 1999. Fundou a AMBAH - Academia de Musica da Bahia, escola especializada no ensino da música popular com enfoque na música da Bahia. Gravou ou se apresentou com grandes artistas, como o percussionista marroquino-senegalês Mokthar Samba, Morotó Slim e os Retrofoguetes, Gilberto Gil, Naná Vasconcelos, Nico Assumpção, Elba Ramalho, Lulu Santos, Timbalada, Daniela Mercury, Elza Soares, Stanley Jordan, Carlinhos Brown, Olodum, Toninho Horta, Arthur Maia, Márcio Montarroyos, Hermeto Pascoal,  e a cantora Ivete Sangalo, com quem trabalhou até o carnaval de 2011, compondo a Banda do Bem e tendo participado de oito álbuns e três DVDs da cantora - Fonte Nova, Maracanã e o histórico registro no Madison Square Garden, em Nova Iorque. 
Um dos momentos mais importantes da sua carreira foi reger a big band de Hermeto Pascoal (com o próprio Hermeto ao piano) no Festival de Música Instrumental  da Bahia, em 2004.[carece de fontes?]
Até recentemente desenvolvia trabalhos como produtor e diretor musical de diversos projetos próprios e de terceiros. Fez dois arranjos do último CD de Toninho Horta e uma  canção do Retrofoguetes, para o CD Cha Cha Cha. Outro projeto solo do maestro é o Letieres Leite Quinteto: afro-jazz instrumental com formação de teclados, bateria, baixo acústico, percussão (atabaques) e como band leader  o sax tenor, soprano e flauta de Letieres. Os cinco executam temas também autorais mesclando o conceito de jazz com o universo percussivo baiano.[carece de fontes?]
As maiores influências musicais de Leiteres Leite eram Moacyr Santos, Weather Report, Egberto Gismonti, Hermeto Pascoal, John Coltrane, Led Zeppelin e, principalmente, o universo percussivo baiano Ilê Aiyê, Olodum,  e os toques do candomblé.[carece de fontes?]

### A Orkestra Rumpilezz
Letieres sempre foi apaixonado pela cultura baiana, em especial pelo universo percussivo da Bahia. Ainda jovem, quando estudava no Colégio Severino Viera em Salvador, teve o primeiro contato com a percussão, através de aulas de música do projeto de orquestras afro-brasileiras  desenvolvido por Emilia Biancardi, sob a regência do mestre Moa do Catendê.
Em 1985, quando foi morar em Viena, passou por diversos projetos  que mesclavam o jazz, música brasileira e percussão, enriquecendo assim suas composições, resultando na elaboração de temas já com o estilo que viria a ser a marca da Rumpilezz: composições de sopro e percussão.
Quando voltou ao Brasil em 1995, recomeçou sua pesquisas sobre o universo percussivo baiano, ao mesmo tempo em que trabalhava na elaboração de arranjos de mais de uma centena de discos de artistas soteropolitanos, ampliando ainda mais o conhecimento da rítmica da música da Bahia. O projeto Rumpilezz, já com este nome, começou no Teatro Gamboa, em 2005 onde Letieres promoveu o encontro de músicos da cena instrumental baiana com percussionistas de atabaques, os Alabés. Em 2006, Letieres criou a Orkestra Rumpilezz  que é o maior orgulho dos seus 30 anos de carreira. Além de reger a orquestra, Letieres é o responsável por todo o conceito - figurinos, ambientação - passando pelas composições e arranjos de sopro e percussão. Todo este trabalho foi lançado em 2009 no álbum inaugural  Letieres Leite & Orkestra Rumpilezz..

### Morte
Letieres morreu no dia 27 de outubro de 2021, em sua casa em Salvador. O laudo de sua morte apontou uma insuficiência respiratória causada pela COVID-19.

## Discografia
- 1990 - Hip- Noses (Brambus Records)
- 1991 - Tamanduá (Leblon Records)
- 1993 - "Gravitalitá" Hip-Noses (Brambus Records)
- 2009 - Letieres Leite & Orkestra Rumpilezz (Biscoito Fino)

## Prêmios
- Melhor Instrumentista de Sopro em 1983 - Jornal Zero Hora, Rio Grande do Sul
- Melhor Arranjador de 1984 - Jornal Zero Hora, Rio Grande do Sul
- 1º lugar Festival de Música da Rádio Educadora 2003 (Melhor Arranjador composição “Cortando Cebolas”)
- 1 Premio  no Festival da Radio Educadora 2009 (Melhor Arranjo música "Maldito Mambo" da Banda Retrofoguetes)
- 21º Prêmio da Música Brasileira (Melhor Grupo Instrumental e Revelação do Ano)
- Prêmio Bravo! 2010 (Melhor CD Popular)
- Premio Funarte 2010
- Itaú Cultural 2010
- Premio Medalha de Ouro Qualidade do Brasil
- Premio Natura Musical 2010
- O Globo (Melhores da música em 2010)[9]
- Prêmio Petrobrás Cultural 2010
- 3º lugar Melhores de 2010 Guia Folha[10]
- Conexão Vivo - 2011

### Indicações
- Pêmio Multishow 2010 - Melhor Instrumentista[11]